# Pseudochazara cingovskii
Pseudochazara cingovskii je vrsta metulja iz družine pisančkov, razširjena samo na gorskih pobočjih okrog prelaza Pletvar na jugu osrednje Severne Makedonije. Zaradi izjemno majhnega območja razširjenosti, ki po oceni meri manj kot 10 km² in ga ogrožajo tamkajšnji kamnolomi, velja za najbolj ogroženo evropsko vrsto metulja. Je ena od treh vrst metuljev v Evropi, ki imajo status skrajno ogrožene vrste po kriterijih Svetovne zveze za varstvo narave (od teh je ena domnevno izumrla).

## Ekologija
Za vse lokalitete je značilna gola skalna podlaga iz marmorja, ki ga poraščajo zaplate suhega grmičevja in suhih travišč. O hranilnih rastlinah gosenic in odraslih ni zanesljivih podatkov; samice odlagajo jajčeca na kamnito podlago v bližini trav bilnic (Festuca sp.), v ujetništvu pa se gosenice prehranjujejo tudi z masnicami (Deschampsia sp.) in latovkami (Poa sp.). Razvije se en rod letno.
Dolgo časa je bila vrsta poznana le z ene lokalitete nad vasjo Pletvar ob istoimenskem prelazu, v kasnejšem sistematičnem popisu pa so jo entomologi našli še na šest manjših območjih v bližini, za vse je značilno golo marmornato skalovje. Najbolj oddaljena lokaliteta je 23 km zračne linije pod Pletvarja. Za pojavljanje vrste je torej možno reči, da je zelo neenakomerno, na manjših golih skalnih »otokih«, ki jih ločujejo zarasla pobočja, neprimerna za vrsto. Na podlagi dodatnih podatkov, ki niso bili vključeni v presojo statusa ogroženosti, bi bilo vrsto možno opredeliti zgolj za prizadeto. Ogrožajo jo aktivni kamnolomi marmorja na petih od sedmih zdaj znanih lokalitet, vključno s prvo.

## Taksonomija
Sprva je bila opisana kot podvrsta sorodnega Pseudochazara sintenisi, a je kasneje obveljalo stališče, da gre za ločeni vrsti, na podlagi značilnih razlik v vzorcu obarvanosti kril, oblike modificiranih lusk za razširjanje feromonov in ekoloških zahtev.
Pseudochazara tisiphone in Pseudochazara orestes sta bližnje sorodni vrsti, ki sta zelo podobni po morfoloških in molekularnih znakih, zato sklepajo, da so se ločile od skupnega prednika razmeroma nedavno, v mlajši evolucijski zgodovini. P. tisiphone, razširjena na jugovzhodu Albanije in severozahodu Grčije, je bila sprva opisana celo kot podvrsta P. cingovskii, a zdaj veljata za ločeni vrsti zaradi ekoloških razlik. Nekateri avtorji zaradi taksonomske zmede za vrsto P. cingovskii navajajo tudi lokalitete na zahodnih pobočjih gorovja Gramos na jugovzhodu Albanije, ob meji z Grčijo, vendar v sistematične sezname metuljev Albanije ni vključena. P. orestes je razširjena na severovzhodu Grčije in sosednjih območjih Bolgarije.